# Alzando la bandera en Iwo Jima

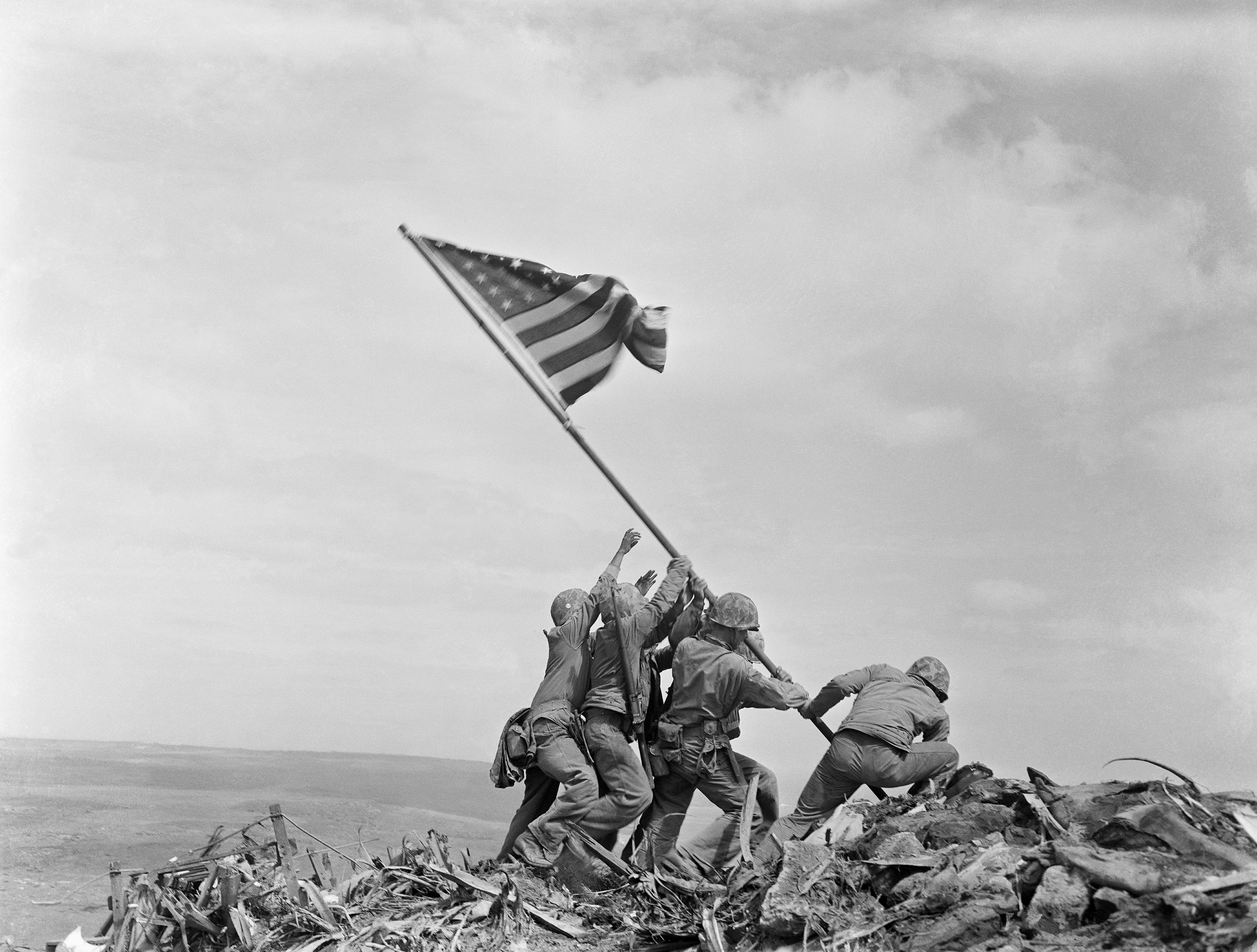
Foto original, otorgada por el gobierno de los Estados Unidos de América.

Alzando la bandera en Iwo Jima (en inglés Raising the Flag on Iwo Jima) es el nombre de una fotografía histórica tomada el 23 de febrero de 1945 por Joe Rosenthal en la isla de Iwo Jima, Japón. Muestra a cinco marines de los Estados Unidos y un médico de la Armada alzando la bandera estadounidense en el monte Suribachi durante la batalla de Iwo Jima de la Segunda Guerra Mundial.
La foto llegó a ser muy popular y fue reimpresa, su autor obtuvo el premio Pulitzer de fotografía. Está considerada como la instantánea de guerra más importante de la historia, una de las más reproducidas del mundo.
De los seis hombres que aparecen en la imagen, tres (Franklin Sousley, Harlon Block y Michael Strank) cayeron en combate, mientras que los supervivientes (John Bradley —después de una larga investigación, el Cuerpo de Infantería de Marina de los EE. UU. reconoció que Bradley no estuvo en la foto, sino el infante Harold Schultz, quien sobrevivió a la guerra—, Rene Gagnon e Ira Hayes) se convirtieron en celebridades debido al uso propagandístico de guerra que se realizó con su aparición. La imagen fue utilizada por Felix de Weldon para esculpir el Memorial de Guerra del Cuerpo de Marines de Estados Unidos, junto al Cementerio Nacional de Arlington, a las afueras de Washington D. C.

## Historia

### Contexto

#### Batalla de Iwo Jima

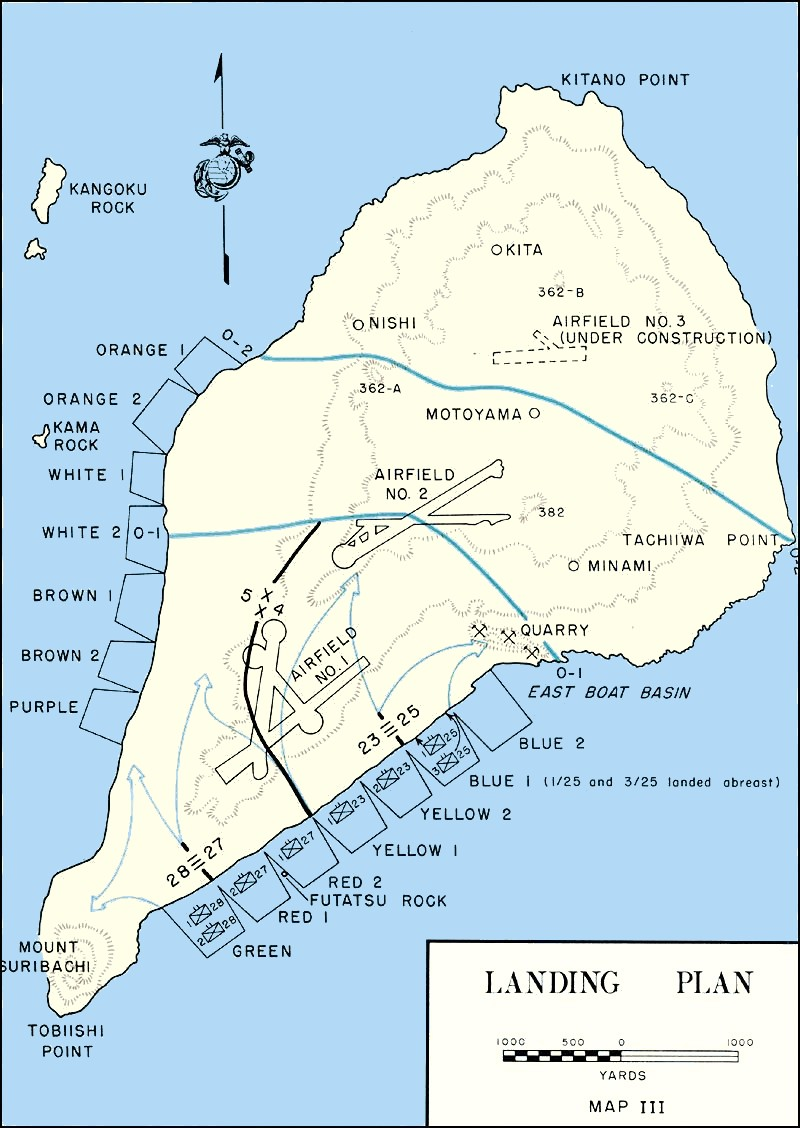
Plan de desembarco estadounidense para la batalla de Iwo Jima. Por sus características, el Monte Suribachi fue una de las prioridades establecidas.

Para finales de 1944 las fuerzas japonesas comenzaron a experimentar la derrota en todos los frentes de batalla. Lejos habían quedado los días de gloria posteriores al ataque a Pearl Harbor del 7 de diciembre de 1941 y las ocupaciones de Filipinas, Singapur, Hong Kong y el territorio que había mantenido la Compañía de las Indias Orientales.
A partir de 1943 y hasta la batalla de Okinawa en 1945, el almirante Chester Nimitz lideró una campaña consistente en ir tomando pequeñas islas que sirvieran de apoyo en el avance de las tropas de los Aliados.
Después de la ocupación de las islas Marianas en agosto de 1944, la isla de Iwo Jima era lo único que se interponía entre Tokio y los B-29 localizados en las Marianas, además de que los dos aeropuertos que alojaba (unidos a un tercero en construcción) servirían como zona de despegue de los P-51 Mustang, desde los cuales podrían custodiar a los Superfortress hasta Japón. Por ello, se estableció como una prioridad que esta isla pasara al control estadounidense. Iwo Jima contaba además con una estación con radar que permitía alertar al Imperio japonés hasta con dos horas de anticipación el ataque de bombarderos.
El desembarco estadounidense del 19 de febrero de 1945 estuvo precedido por un intenso cañoneo de artillería desde 485 navíos alrededor de la isla. Las tropas japonesas, comandadas por el teniente general Tadamichi Kuribayashi, decidieron esperar a que las tropas invasoras avanzaran tierra adentro para atacar, por lo que se habían construido 800 fortines y refugios bajo tierra, así como 4,8 km en túneles. Desde la base del Suribachi, alrededor de las 10:00 a. m., las tropas japonesas comenzaron a disparar contra las de desembarco infligiendo graves bajas. Robert Sherrod, corresponsal del Time-Life describió el momento como «una pesadilla en el infierno». A partir de este momento los estadounidenses avanzaron contra una fuerte resistencia. El 23 de febrero de 1945, cuatro días después, cayó el Suribachi en manos de los invasores. Ese es el momento que Rosenthal inmortalizó. A pesar de haber tomado este importante lugar estratégico, la isla no fue declarada como lugar seguro sino hasta 31 días después, el 26 de marzo. Se estima que en el conflicto perecieron 6825 estadounidenses y resultaron heridos más de 19 000, mientras que en el bando japonés fallecieron más de 22 000 militares.

#### Geografía

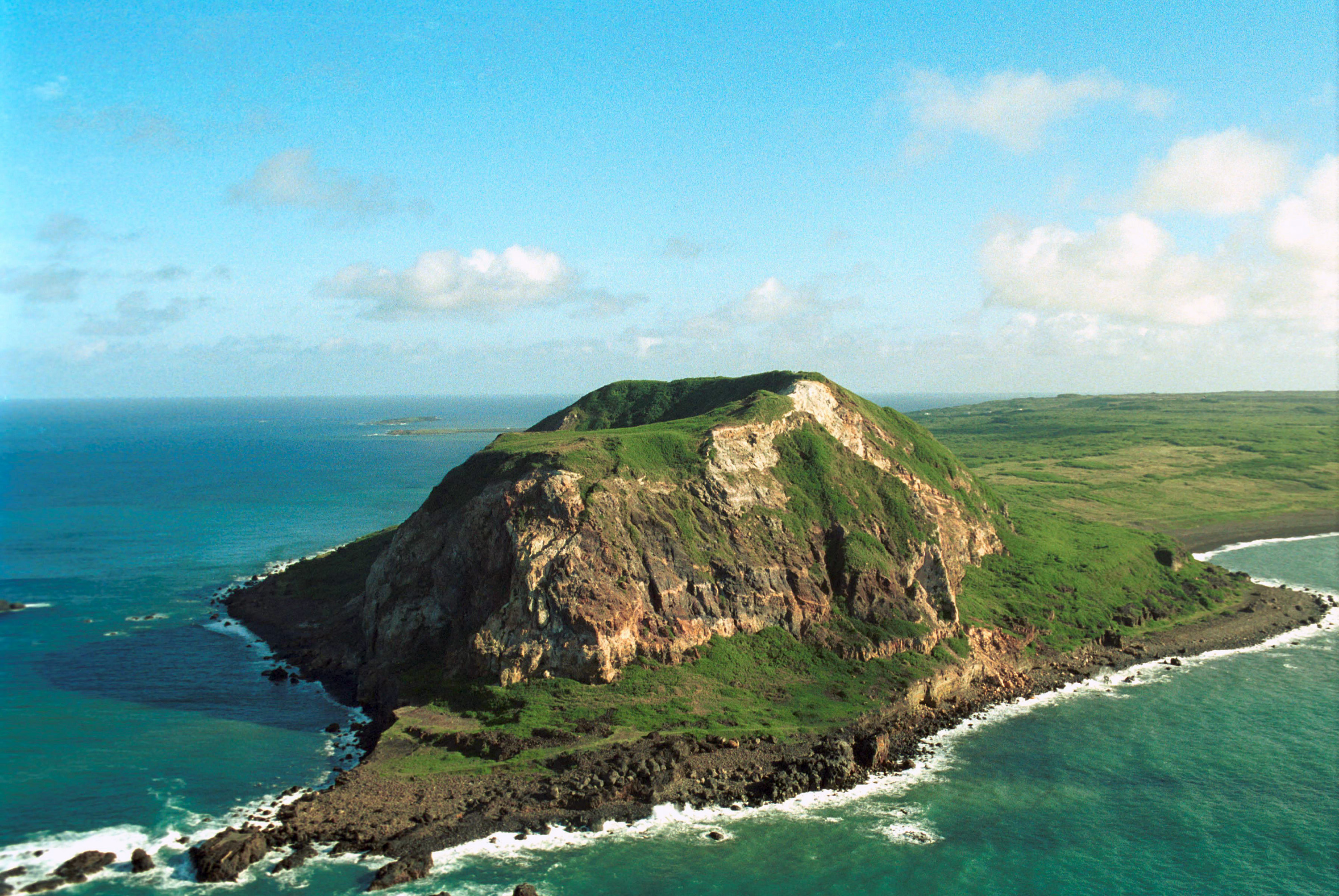
El monte Suribachi, ubicado en la punta sur, es la característica más predominante de la isla.

Iōtō (hasta 2007 se le conoció como Iwo Jima) está entre las islas Volcánicas localizada a 1200 km (650 millas náuticas) al sur de Tokio. Con forma de trapecio de 21 km², su paisaje es rocoso, retorcido, lleno de cuevas, barrancos y montañas, elementos que jugaron en favor de los defensores durante la batalla.
En la geografía predomina el monte Suribachi, un volcán dormido de 166 metros en el extremo sur. Forma parte de la metrópolis de Tokio, por lo que el gobernador de Tokio es su administrador. Iba a ser el primer territorio japonés en ser capturado por los estadounidenses, por lo que era de suma importancia evitar la derrota.

#### El autor
Joe Rosenthal nació en Washington D. C. en 1911. Al principio tomó la profesión de fotógrafo como un pasatiempo pero durante la Gran Depresión se mudó a San Francisco, donde encontró empleo en el Newspaper Enterprise Association en 1930. Dos años más tarde se convirtió en reportero y fotógrafo para el San Francisco News, donde comenzó su carrera en varios medios. 
En 1944 fue contratado por la Associated Press para cubrir las zonas bélicas, su primer destino fue Nueva Guinea. Luego cubrió la invasión a Guam antes de ir a la batalla de Iwo Jima.
Su vida cambió al regresar de Iwo Jima: se convirtió en una celebridad, recibió un buen aumento de sueldo, fue galardonado con el Premio Pulitzer de Fotografía y se entrevistó con el presidente Harry Truman, aunque se estima que tan sólo recibió $10 000 por esa foto.
Entró al San Francisco Chronicle, donde habrá de trabajar 35 años hasta su retiro.
Rosenthal falleció en 2006, a los 94 años. Fue galardonado post mortem con la Medalla al Servicio Público Distinguido por parte del Cuerpo de Marines.

### Alzando la primera bandera

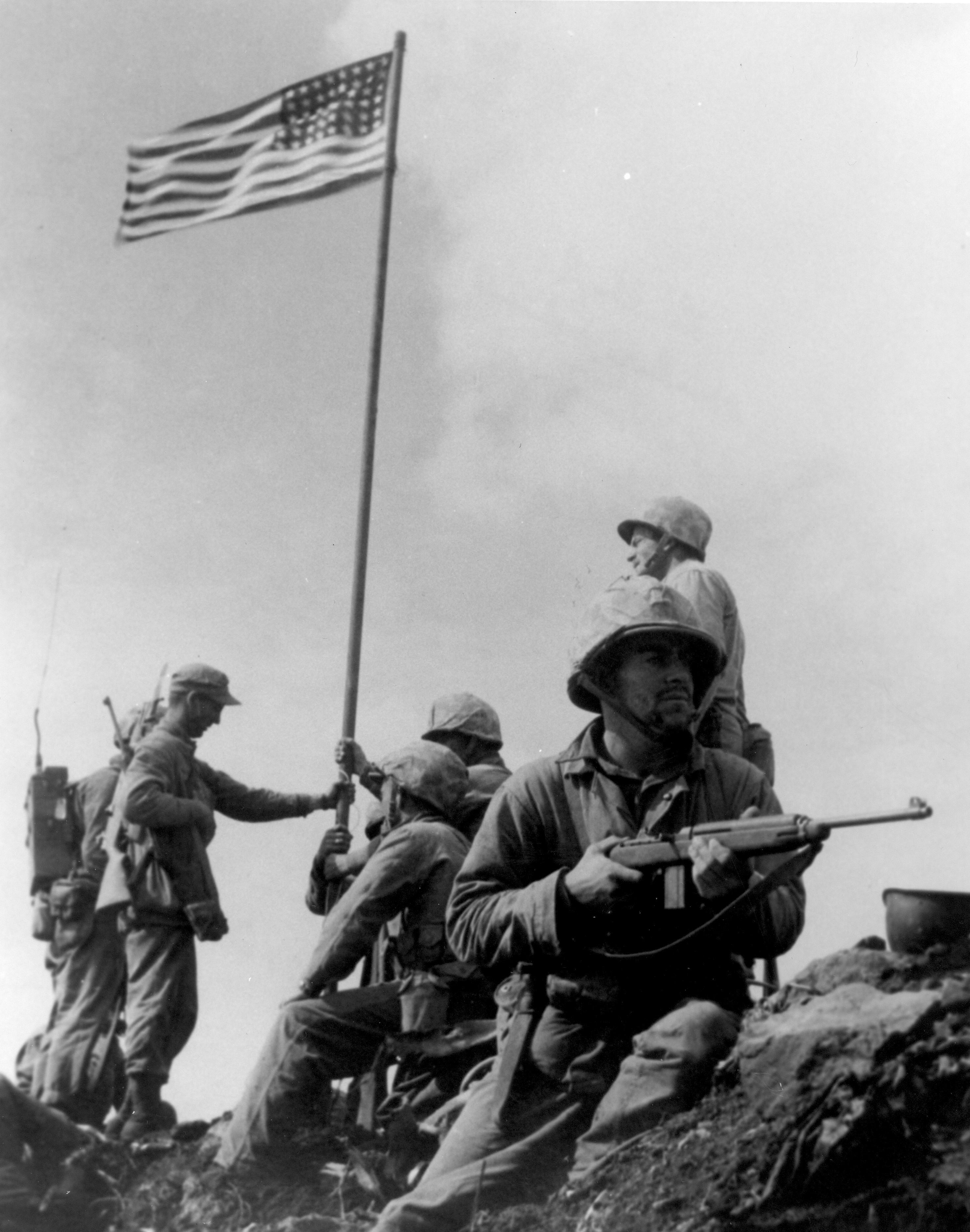
La fotografía de más circulación de Lowery tomada la primera vez que se alzó la bandera. Generalmente tiene el siguiente pie de foto: teniente primero Harold G. Schrier con el sargento Ernest I. Thomas, Jr. (ambos sentados), soldado James Michels (en primer plano con carabina M1), sargento Henry O. Hansen (de pie, usando gorra), cabo Charles W. Lindberg (de pie, a la extrema derecha), en el Monte Suribachi mientras se alza la primera bandera. Sin embargo el soldado Raymond Jacobs discutió esas identificaciones, y aseguró que debía ser: soldado raso James Robeson (en la esquina inferior izquierda; no visible en esta versión recortada de la foto), teniente Harold Schrier (sentado en sus piernas), soldado Raymond Jacobs (cargado con una radio en la espalda), Sargento Henry Hansen (con gorra), soldado desconocido (el de la mano de abajo en el mástil), Sargento Ernest Thomas (de espaldas a la cámara), médico de la Armada John Bradley (de casco arriba de Thomas), soldado James Michels (con carabina), cabo Charles Lindberg (arriba de Michels).

La famosa foto plasmó la segunda vez que se alzó la bandera de Estados Unidos ese día. Primero se alzó en la cima del Suribachi al poco tiempo de que la montaña fuera tomada ese 23 de febrero (a las 10:20). El comandante del segundo batallón, Chandler Johnson, le ordenó al capitán Dave E. Severance que enviara una sección y tomara la montaña. Severance, comandante de la Compañía Easy (2.º Batallón, 28.º Regimiento, 5.ª División), ordenó que el teniente Harold G. Schrier liderara la patrulla. Justo antes de que Schrier se dirigiera a la montaña, el comandante Chandler Johnson le dio una bandera y le dijo: «si llegas a la cima, ponla». El Ayudante de Campo de Johnson, teniente Greeley Wells, había tomado una de 1.37 × 0.71 m) de su barco de transporte, el USS Missoula (APA-211). La patrulla llegó hasta la cima sin incidentes y se alzó la bandera, lo que fue plasmado por Louis R. Lowery, un fotógrafo de la revista Leatherneck. En ese momento se encontraban el cabo Charles W. Lindberg, el sargento de sección Ernest I. Thomas Jr., el sargento Henry O. «Hank» Hansen y el soldado raso James Michels.
Aunque esta bandera era muy pequeña, podía verse desde las playas. 

El Secretario de la Armada, James Forrestal había decidido la noche anterior que quería desembarcar y presenciar la fase final de la lucha por la montaña [...] Su bote tocó tierra justo después de que se alzó la bandera y el ánimo del alto mando se tornó en júbilo. Mirando hacia lo alto, en la mancha roja, blanca y azul, Forrestal le aseguró a Smith: «Holland, el haber alzado esa bandera en Suribachi significa un Cuerpo de Marines para los siguientes quinientos años».

Forrestal se dejó llevar de tal manera por el fervor del momento que decidió que quería esa bandera como recuerdo. Su voluntad no fue del agrado del comandante del 2.º Batallón, Chandler Johnson [...] «Al diablo con ello», espetó el coronel cuando recibió el mensaje; creía que la bandera pertenecía al Batallón. Decidió asegurarla lo más pronto posible y envió a su asistente de operaciones, el teniente Ted Tuttle a la playa a buscar una bandera de reemplazo. Después de pensarlo un poco, Johnson le comentó a Tuttle: «y que sea más grande». 

El clamor de los marines y las bocinas de los barcos alertaron a los japoneses en los búnkeres. Pronto se vieron bajo los disparos de los japoneses, pero fueron capaces de eliminar la amenaza con solo una baja: la cámara de Lowery.

### Alzando la segunda bandera
Por órdenes del coronel Chandel Johnson, enviadas por medio del capitán Severance, el sargento Michael Stank, el cabo Harlon H. Block, y los soldados raso Franklin R. Sousley e Ira H. Hayes pasaron la mañana del 23 tendiendo un cable telefónico hasta lo alto del Suribachi. Severance también envió al soldado raso Rene A. Gagnon, un mensajero, al puesto por baterías nuevas para un walkie-talkie SCR-300.
De acuerdo con la historia oficial del Cuerpo de Marines, Tuttle recibió la bandera del alférez Alan Wood, quien a su vez la había recibido en un depósito de suministros en Pearl Harbor. La bandera más grande (2.44 × 1.42 m) fue llevada por Tuttle de regreso a su puesto de mando y se la entregó a Johnson, quien se la dio a Gagnon, con órdenes de que la llevara a la cima del Suribachi para que fuera alzada. Sin embargo, la Oficina de Historia de la Guardia Costera apoya la versión de Robert Resnick, quien sirvió a bordo del LST-758: «Antes de que muriera en el 2004, Resnick dijo que Gagnon abordó el LST-758 la mañana del 23 de febrero buscando una bandera. Resnick dijo que tomó una de una caja y solicitó el permiso a su Comandante, el teniente Feliz Molenda, para donarla. Resnick mantuvo en silencio su participación en este evento hasta 2001».

Versión real de la foto indicando los seis hombres que alzaron la bandera: Ira Hayes, Franklin Sousley (†), Michael Strank (†), Rene Gagnon, Harold Schultz y Harlon Block (†).
(†) = Muertos en Iwo Jima.

Los marines llegaron a la cima a mediodía y Gagnon se les unió. A pesar de la cantidad de tropas japonesas en los alrededores, la patrulla de 40 hombres llegó sin que les hubiera disparado debido a que se encontraban bajo bombardeo.
Rosenthal, junto con los fotógrafos de la Marina Bob Campbell y Bill Genaust (fallecido nueve días después) subieron al Suribachi. En el camino consideraron regresar pero se encontraron con Lowery, quien les aseguró que la cima era excelente para tomar fotos.
Los tres llegaron cuando los marines ataban la bandera a un viejo tubo de agua que habían usado los japoneses. Rosenthal dejó su cámara en el suelo en pos de apilar rocas para tener un lugar más alto desde el cual fotografiar. Casi perdió la toma pues en esos momentos los cinco marines y el oficial médico comenzaron a subirla. Alzó su cámara y sacó la foto sin usar el visor. Diez años después, escribió:

De reojo vi que los hombres comenzaron a alzar la bandera. Alcé mi cámara y tomé la escena. Esa es la forma en que tomé la fotografía, y cuando tomas una fotografía de esa forma, no te vas pensando en que hiciste una gran toma. No lo sabes.
Joe Rosenthal

Bill Genaust, parado hombro con hombro con Rosenthal, tomó una película cinematográfica del momento, por lo que tiene un ángulo de visión idéntico al de la famosa foto.
De los seis militares —Michael Strank, Rene Gagnon, Ira Hayes, Franklin Sousley, Harold Schultz y Harlon Block— solo tres (Hayes, Gagnon y Schultz) sobrevivieron a la batalla. Strank murió seis días después cuando un misil, es muy probable que lanzado desde un destructor estadounidense, impactó en su pecho; horas después, Block murió a causa de un mortero; Sousley, recibió un disparo de francotirador el 21 de marzo, pocos días antes de que la isla fuera declarada segura.

### Publicación y controversia inicial

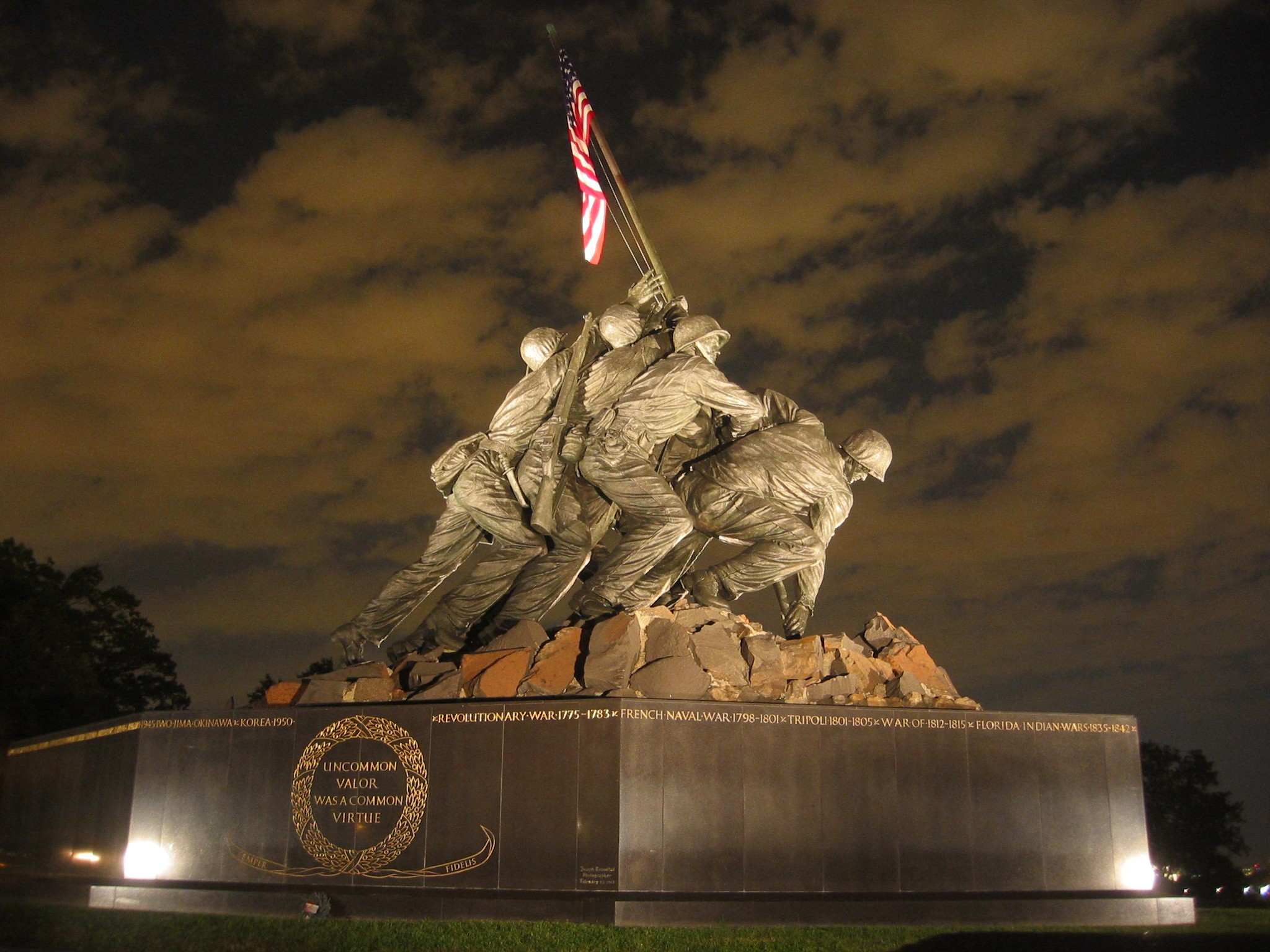
Estatua en honor al evento en el Memorial del Cuerpo de Marines de los Estados Unidos del Condado de Arlington.

Rosenthal envió el rollo a Guam para que fuera revelado e impreso. Tras observarla, el editor de fotografías de la agencia Associated Press, John Bodkin, exclamó: «¡Aquí hay una para todos los tiempos!». De inmediato la envió por fax a la oficinas de la AP en Nueva York. Apareció en cientos de periódicos con un tiempo muy corto desde su toma, diecisiete horas y media.
Sin embargo, no quedó exenta de controversias. Después de que se alzó la segunda bandera, Rosenthal les pidió a los marines que posaran para una fotografía grupal conocida como Gung-ho, lo cual quedó documentado por Bill Genaust. Días después de la toma, ya de regreso en Guam, alguien le preguntó a Rosenthal si habían posado para la foto. Pensando que le preguntaban por la foto Gung-ho, contestó «Claro». Después de eso, Robert Sherrod, corresponsal de Time-Life, le contó a su editor en Nueva York que Rosenthal había hecho posar a los marines. Durante el programa de radio de la revista, Time Views the News, se difundió el reporte de que «Rosenthal subió el Suribachi después de que la bandera había sido plantada [...] como la mayoría de los fotógrafos no pudo resistir acomodar a los personajes en una pose histórica».
Como resultado de este reporte, Rosenthal fue acusado de haber montado la foto o al menos de haber encubierto la primera vez que se alzó la bandera. Un editor del New York Times sugirió que le quitaran el Pulitzer. Por décadas, Rosenthal debió refutar los argumentos de quienes aseguran que el momento fue montado.

### Séptima colecta de bonos de guerra y la controversia del sexto hombre

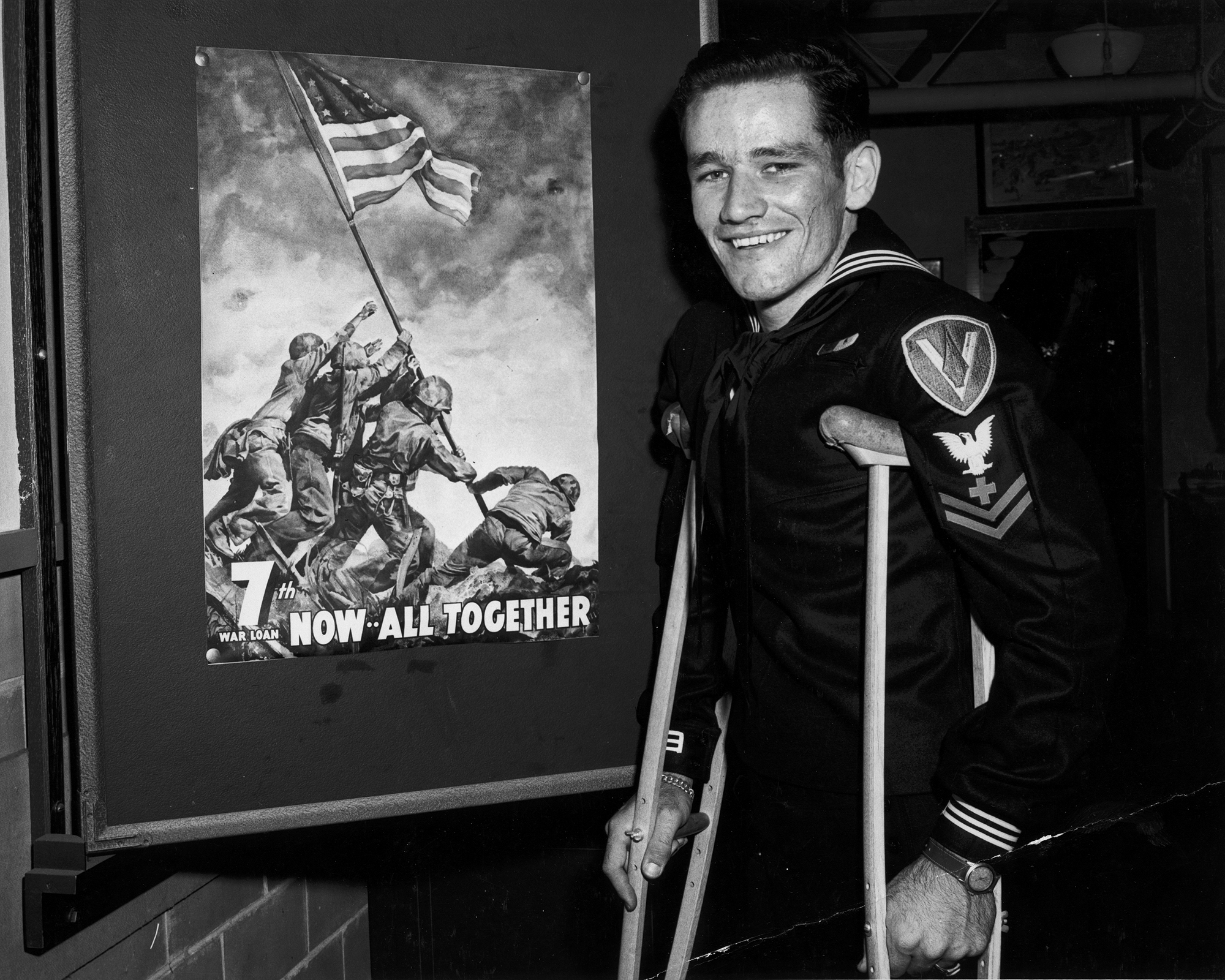
John Bradley, quien necesitó muletas durante algún tiempo después de la batalla a causa de las heridas causadas por metralla, en una aparición junto a un póster en favor de la séptima colecta de bonos de guerra.

Después de ver la foto, el Presidente Franklin D. Roosevelt comprendió que dicha imagen sería un excelente símbolo para la próxima recaudación de bonos de guerra, por lo que ordenó que los marines identificados regresaran al país. Utilizando una ampliación, Rene Gagnon identificó a los que participaron, aunque se rehusó a identificar al sexto hombre (Hayes), alegando que había prometido guardar el secreto de esa identidad. Gagnon había prometido no revelar la identidad de Hayes pues este había amenazado con matarlo. Después de ser llevado a las oficinas centrales del Cuerpo de Marines e informarle que era una orden directa del Presidente que revelara la identidad, Gagnon aceptó identificar a Hayes.
Gagnon además se equivocó al identificar a Harlon Block como el sargento «Hank Hansen», que no sobrevivió a la batalla, pero había participado en el alzamiento de la primera bandera. John Bradley estuvo de acuerdo con la información proporcionada por Gagnon y el 8 de abril de 1945 el Cuerpo de Marines reveló la identidad de cinco. Faltó la mención a Sousley debido a que el anuncio de su muerte durante la batalla no había sido emitido a sus familiares.
Los sobrevivientes hicieron una gira de recaudación que reunió $26 300 millones de dólares, más del doble de la meta inicial.

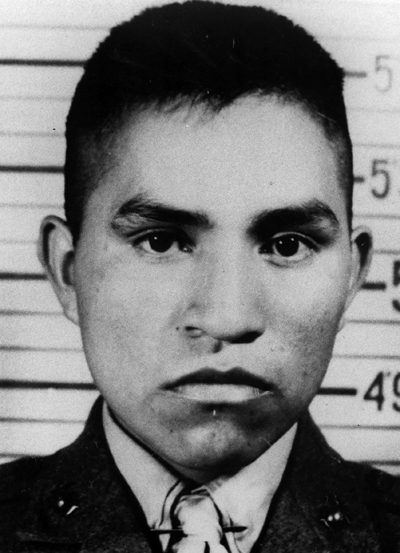
A finales de 1946, Ira Hayes rompió el silencio y reveló que Harlon Block había sido identificado erróneamente como Hank Hansen.

Bell Block, madre de Harlon, rechazó la versión oficial y aseguró a los medios que su hijo aparecía en la foto. Apenas arribó a Washington D. C. el 19 de abril, Hayes avisó del error en la identificación de Block a un oficial de relaciones públicas que le asignó la Marina. Dicho oficial le dijo a Hayes que la información había sido publicada de manera oficial y le ordenó que guardara silencio.
Alrededor de año y medio después, y sumido en la depresión y el alcoholismo, Ira Hayes fue hasta Texas para informarle a la familia de Block que Harlon había participado en el evento histórico.

Ira recordó que Rene Gagnon y John Bradley no habían podido recordar pues se habían unido al pequeño grupo casi de último momento: que habían sido Harlon [Block], Mike [Strank], Franklin [Sousley] y él mismo quienes habían subido el Suribachi a media mañana para tender un cable telefónico; fue Rene [Gagnon] quien había subido con la bandera de repuesto. Hansen no había participado en esta acción.

La madre de Block, Belle, escribió una carta al Representante del Congreso Milton West, quien por su parte reenvió la carta al Comandante del Cuerpo de Marines Alexander Vandergrift, quien ordenó una investigación. Después de la evidencia, tanto Gagnon como Bradley aceptaron la posibilidad de que fuera Block y no Hansen quien aparecía en la foto.

## Legado

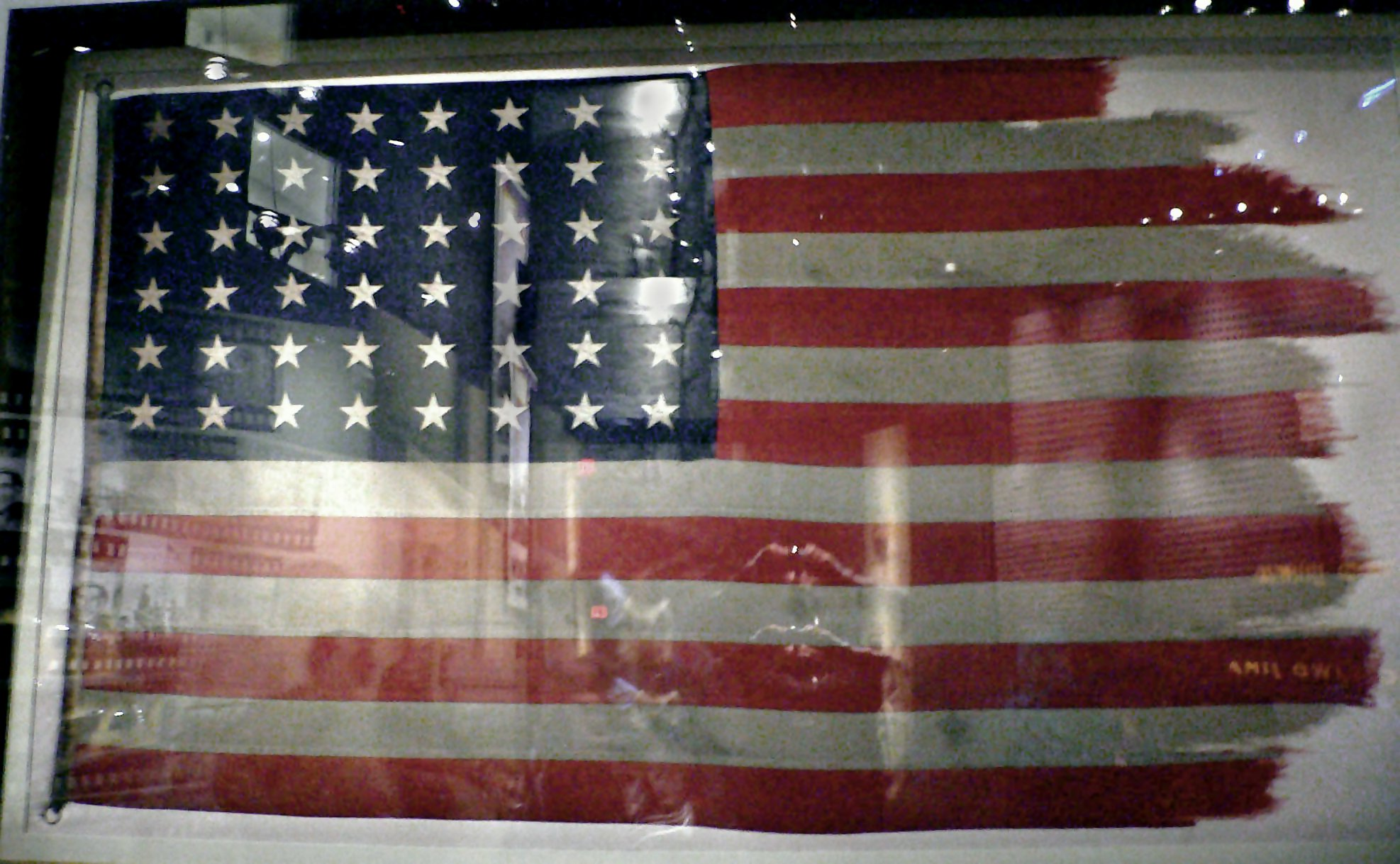
La primera y segunda bandera que fueron alzadas ese día se conservan actualmente en el Museo Nacional del Cuerpo de Marines. Es de hacer notar que esta bandera, como todas las utilizadas durante la Segunda Guerra Mundial, tenía solo 48 estrellas ya que ni Alaska ni Hawái habían alcanzado aún el nivel de Estado.

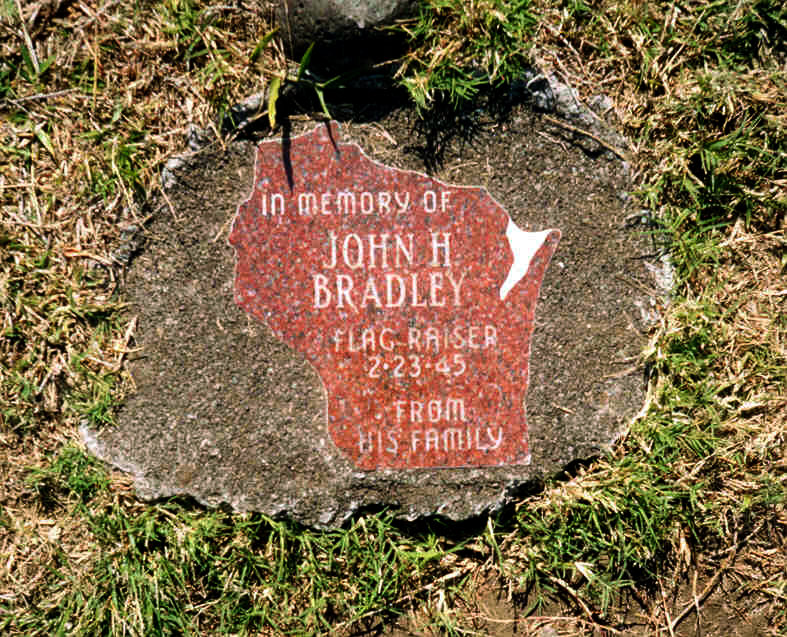
Placa conmemorativa ubicada en el Monte Suribachi, la cual fue colocada por los familiares de John Bradley y que tiene la forma del estado de Wisconsin.

La foto de Rosenthal ganó el Premio Pulitzer de fotografía en 1945, fue la única en ganar el premio el año en que fue tomada. 
A comienzos de 1951 Felix de Weldon fue comisionado para el diseño del memorial del Cuerpo de Marines, quien escogió la foto para reproducirla en bronce con una base de granito. La construcción tardó tres años. Los tres sobrevivientes posaron para Weldon, quien utilizó sus rostros como modelo. Los tres que no sobrevivieron fueron recreados en fase a fotos. El memorial fue dedicado el 10 de noviembre de 1954 por el presidente Dwight Eisenhower, acompañado por el Vicepresidente Richard Nixon así como los tres sobrevivientes. El nombre de Rosenthal no apareció sino hasta años después en una placa en la base.
La mayoría desconoce que la foto de Rosenthal capturó un segundo alzamiento de la bandera, lo que llevó al resentimiento de los marines que tomaron parte del primero. Charles W. Lindberg, quien participó en aquel, comentó: «Fui llamado mentiroso y muchas cosas más. Fue terrible».
La foto original está en posesión de Roy H. Williams, quien la compró en la finca de John Faber, historiador oficial de la National Press Photographers Association, quien la recibió de Rosenthal. Las banderas se encuentran en el Museo Nacional del Cuerpo de Marines en Quantico, Virginia.
Bradley mantuvo en silencio sus experiencias, alegaba que había olvidado lo pasado. Durante 47 años de matrimonio, solo habló del tema una sola vez con su esposa Betty, durante su primera cita. A petición de ella, «por el bien de sus nietos», dio una entrevista en 1985. Tres años después de su muerte en 1994, su familia fue a Suribachi y colocó una placa (elaborada con granito de Wisconsin y con la forma de dicho estado) en el lugar en que fue alzada la bandera. A modo de catarsis James Bradley, hijo de John, pasó cuatro años entrevistando a los familiares de los participantes en dicho evento y publicó el libro Flags of Our Fathers (Banderas de nuestros padres). Este libro sirvió de inspiración para la película del mismo nombre, dirigida por Clint Eastwood.
Otro de los involucrados, Gagnon, quiso recibir algo, incluso participó en una película. Durante su última entrevista, en 1953, se lamentó:

«Durante los días de mayor fama muchos políticos se arrimaron a mí mientras me prometían grandes cosas. Todo eso se evaporó en poco tiempo. Los políticos desaparecieron y yo volví a Manchester, donde soy toda una celebridad. Cuando me presentan a alguien, siempre me preguntan si soy yo el tipo de la foto, y después añaden que no pueden creer que tenga el trabajo que tengo; ‘deberías tener un buen trabajo y un montón de dinero’, dicen».
Rene Gagnon

Gagnon falleció el 12 de octubre de 1979 con el sentimiento de haber sido estafado por el gobierno.
El tercero, Ira Hayes, sobrevivió con culpa; se tornó alcohólico y fue arrestado quince veces hasta su muerte, a los 32 años. Su efímera fama lo hizo aparecer en la película de John Wayne, Arenas de Iwo Jima; su biografía fue protagonizada por Tony Curtis. Johnny Cash le cantó The Ballad of Ira Hayes (La balada de Ira Hayes).

## En otros medios

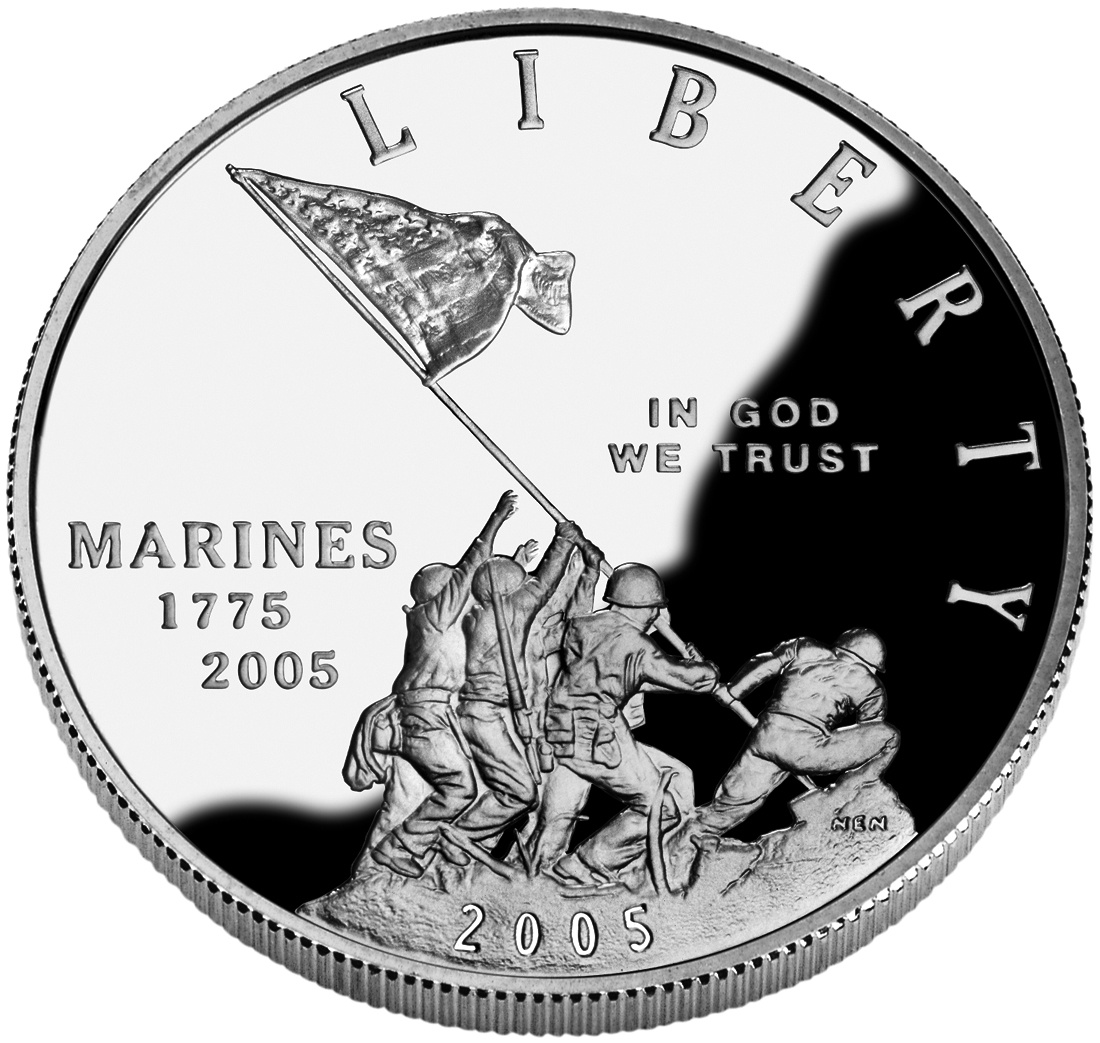
Moneda de plata conmemorativa.

La foto de Rosenthal ha sido reproducida en distintos formatos y medios. Apareció en 3.5 millones de panfletos durante la séptima colecta de bonos de guerra.
En películas, el final de Sands of Iwo Jima de 1949, tiene a los tres sobrevivientes en un cameo. The Outsider, de 1961, es la vida de Hayes por Tony Curtis.
Para elevar la moral y vender más bonos de guerra, los supervivientes «Doc» Bradley, Gagnon y Hayes fueron llevados de gira como si fueran estrellas del cine, treparon a un Monte Suribachi de cartón piedra en un estadio de béisbol de Chicago y recibieron honores en Times Square.
En julio de 1945, la Oficina Postal de los Estados Unidos lanzó una estampilla con la imagen, que fue incluida entre las diez de una colección lanzada por el gobierno en 1995 para conmemorar el 50.º aniversario de la Segunda Guerra Mundial.
En 2005, la United States Mint lanzó una conmemorativa moneda de plata con la representación del momento, para el aniversario 230 del Cuerpo de Marines. A partir de su presentación el 20 de julio en Quantico, Virginia, vendieron 600 000 monedas.
Una foto similar fue tomada por Thomas E. Franklin, del periódico Bergen Record, después de los atentados del 11 de septiembre de 2001. Aunque es conocida como Ground Zero Spirit (Espíritu de la Zona Cero), es nombrada como «Raising the Flag at Ground Zero» (Alzando la bandera en la Zona Cero), en una clara alegoría: tres bomberos alzan la bandera de los Estados Unidos en medio de las ruinas del World Trade Center. Franklin aceptó que en cuanto vio la escena notó coincidencias con la foto de Rosenthal.
En 2008, la revista Time parodió la foto en el artículo How to Win the War on Global Warming, en el que el asta y la bandera son reemplazados por un árbol, además de que el marco rojo cambió por segunda vez en 85 años, esta vez a color verde. La publicación recibió opiniones muy desfavorables.
El grupo de teatro español Yllana hizo una versión de la imagen para el cartel de su espectáculo Brokers: Sus cuatro componentes se colocan en la misma posición para alzar un dólar.

## En la actualidad

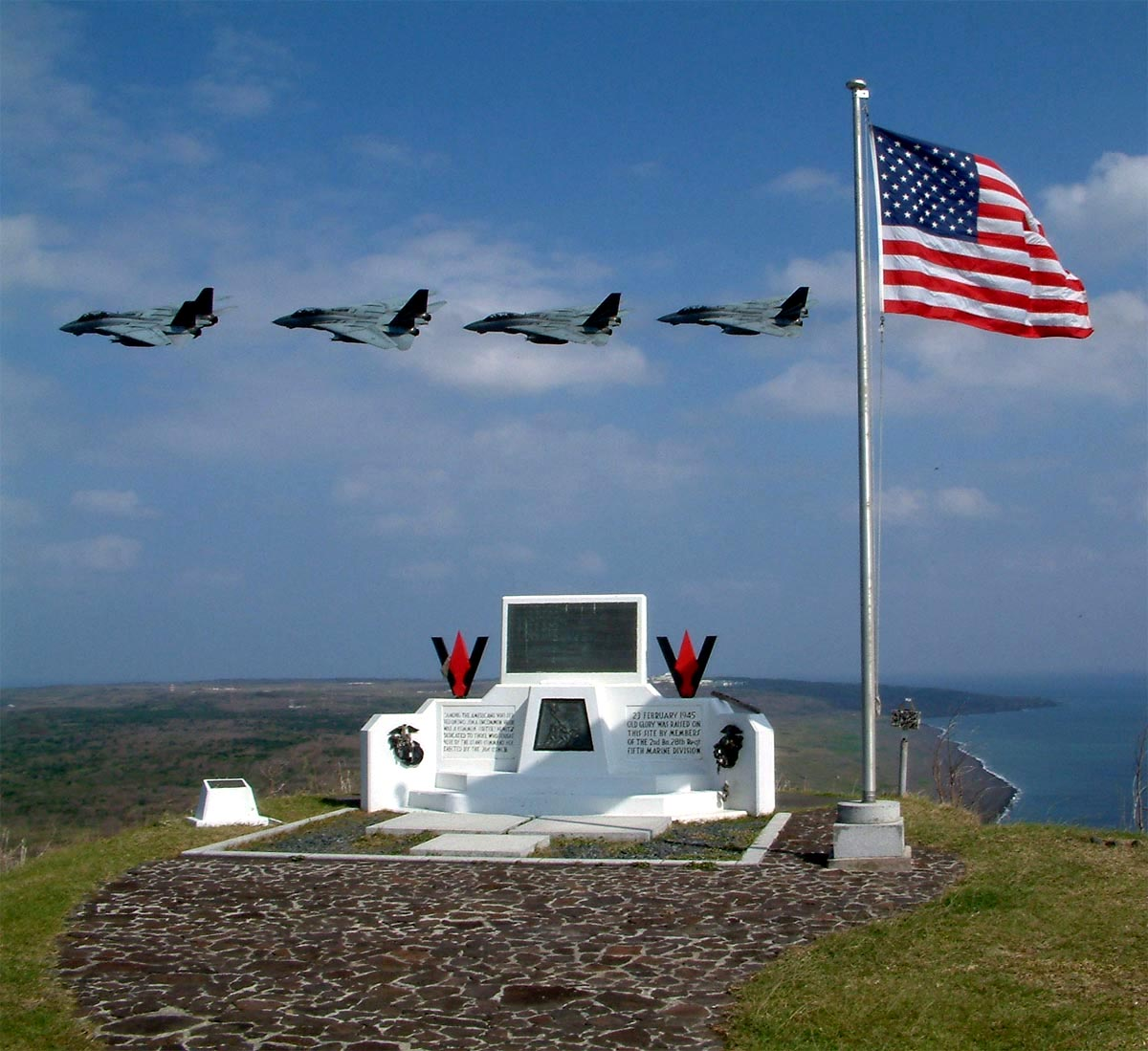
Memorial erigido sobre el lugar donde se alzó la bandera.

La Fuerza Aérea de los Estados Unidos mantuvo allí una base durante veinte años y un contingente de la Guardia Costera permaneció hasta 1968. En 1993 la isla regresó a jurisdicción de Japón y funge como base marítima de autodefensa del país. Tiene 325 habitantes y los civiles no tienen acceso debido a las instalaciones militares. Solo una vez al año, en marzo, se realiza un recorrido promovido por el Cuerpo de Marines, casi exclusivo para veteranos de guerra.
El sitio tiene un memorial con la inscripción:

«Among the Americans who served on Iwo Jima, uncommon valor was a common virtue». — Nimitz.
 Dedicated to those who fought here by the Island Command AGF. Erected by the 31st USNCB. Old Glory was raised on this site 23 February 1945 by members of the Second Battalion, 28th Regiment, Fifth Marine Division.

En 2007, tras la protesta de antiguos habitantes de la isla, fue devuelto su nombre original: Iōtō (硫黄島?   lit. «Isla de azufre»).